# قمری‌های زمینی
قمری‌های زمینی (نام علمی: Claravis) نام یک سرده از تیره کبوتران است.